# Màquina asíncrona
Una màquina asíncrona és una màquina elèctrica que consumeix electricitat amb corrent altern. El cas més habitual és el dels motors asíncrons, però també ho són els alternadors asíncrons o altres màquines especials, com per exemple les sincromàquines.
Els motors asíncrons són màquines que transformen l'energia elèctrica en forma de corrent altern en energia mecànica, però també hi ha màquines que transformen altres tipus d'energia (mecànica, potencial, solar, etc.) en energia elèctrica, són els generadors. Si el generador obté corrent altern aleshores és un generador asíncron, un exemple en són els molins de vent actuals.
Les màquines elèctriques que utilitzen corrent continu en comptes d'altern s'anomenen màquines síncrones.